# Отруба (Попово-Лежачанська сільрада)
Отруба (рос. Отруба) — хутір в Глушковському районі Курської області Російської Федерації.
Населення становить 1 особу. Входить до складу муніципального утворення Попово-Лежачанська сільрада.

## Історія
Населений пункт розташований на території українського етнічного та культурного краю Східна Слобожанщина.
Від 2004 року входить до складу муніципального утворення Попово-Лежачанська сільрада.

### Російсько-українська війна
17 серпня 2024 стало відомо, що ЗСУ відкинули ворога в районі хутора Отруби і контролюють територію навколо .

## Населення
| 2002 | 2010 |
| ---- | ---- |
| 67   | ↘1   |